# Ariza
|  | Per a altres significats, vegeu «Ariza (botànica)». |

Ariza (Fariza en aragonès) és un municipi de l'Aragó de la província de Saragossa i enquadrat a la comarca de la Comunitat de Calataiud. És a la cubeta sedimentària d'Almazán-Ariza, al costat del riu Jalón i molt proper a la frontera castellana. És un nus de comunicacions entre l'Aragó i Castella, amb la línia de tren Saragossa-Madrid i l'Autovia del Nord-est, i abans també hi havia la línia de tren Valladolid-Ariza, actualment abandonada. Aquest fet va fer que hi hagués certa activitat industrial.